# Raphael Kurzrok
Raphael Kurzrok (ur. 31 marca 1895 w Kozowej, zm. 25 listopada 1961 w Nowym Jorku) – austriacko-amerykański lekarz ginekolog i położnik.
Emigrował do Stanów Zjednoczonych w 1906 roku. W 1920 ukończył College of Physicians and Surgeons. Praktykował w Morrisania Hospital, Bronx Hospital i Sydenham Hospital, Vanderbilt Clinic oraz w State Labor Department. Razem z Thomasem Grier Millerem opracował tzw. test Kurzroka-Millera, stosowany w diagnostyce niepłodności. W 1930 roku, razem z Charlesem Leibem i Sarah Ratner, zaobserwował, że ludzkie nasienie powoduje aktywność skurczową macicy; z czasem zidentyfikowano prostaglandyny jako czynnik odpowiedzialny za to działanie.
Zmarł w Nowym Jorku w listopadzie 1961.